# Вулиця Старий Ринок (Тернопіль)
Вулиця Старий Ринок (за Австро-Угорщини та Польщі — Фарна та Старо-Шпитальна, за УРСР — Матросова, Фрунзе (частково)) — вулиця в середмісті Тернополя.

## Розташування
Починається біля готелю «Тернопіль» від вулиці Замкової. Закінчується до вулиці Руської. Продовженням Старого Ринку є вулиця Михайла Паращука.
Довжина вулиці — 290 м.

## Дотичні вулиці

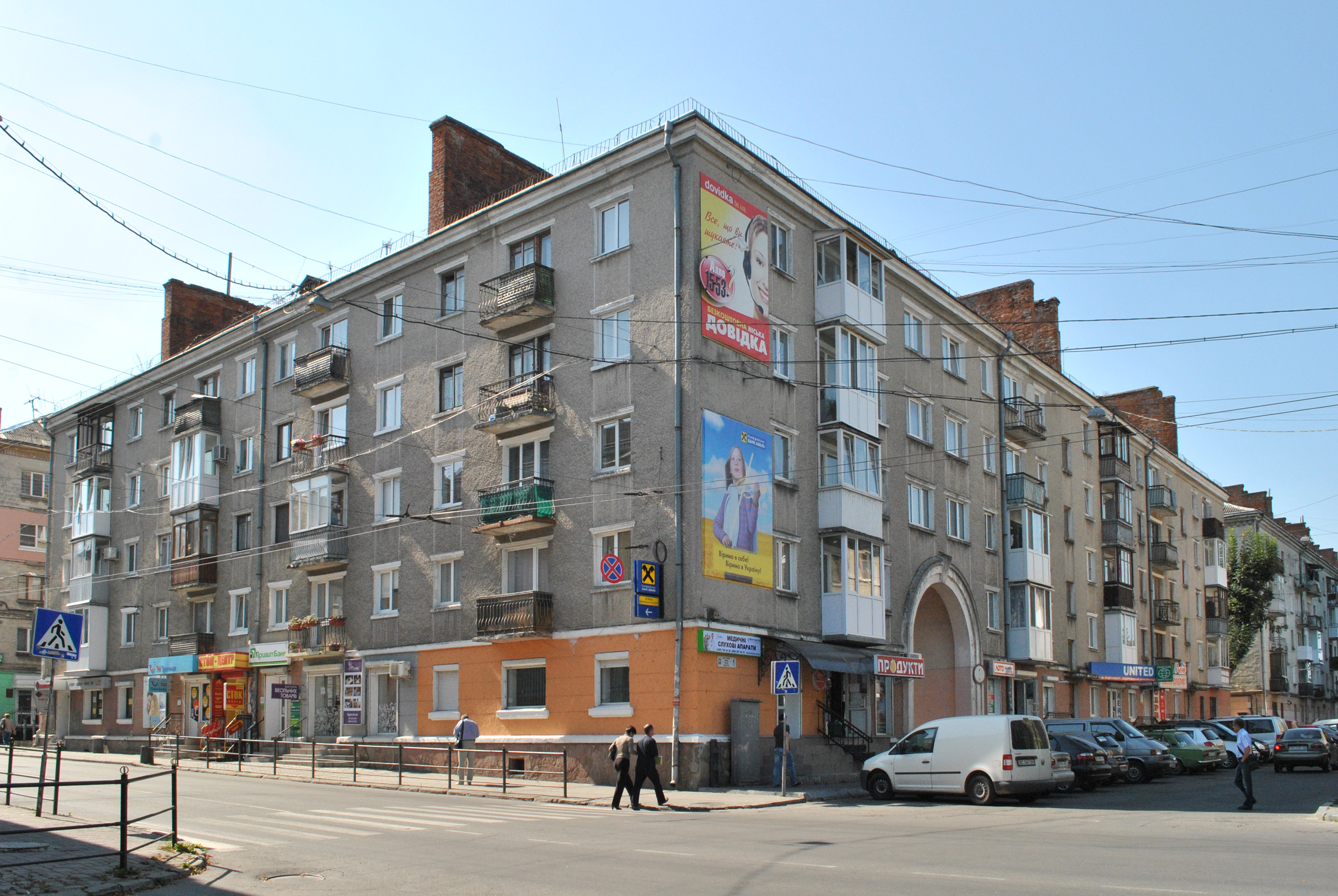
Житловий будинок на вул. Старий Ринок, 1, пам'ятка архітектури місцевого значення

Від Старого Ринку бере початок вулиця Над Ставом.

## Історія
Старий Ринок — одна з найдавніших вулиць міста.

## Архітектура
На вулиці нині всього чотири будинки, один з яких — житловий будинок № 1, збудований 1917 року — є пам'яткою архітектури місцевого значення (охоронний номер 2024).

## Установи
- Тернопільський обласний комунальний лікарсько-фізкультурний диспансер.
- Комерційні заклади, заклади торгівлі.

## Транспорт
Найближчі зупинки громадського транспорту на вулицях Замковій («Готель „Тернопіль“») та Руській («6-та школа»).